# Gerald Grassl
Gerald Grassl (* 11. April 1953 in Telfs) ist ein österreichischer Schriftsteller.

## Leben und Wirken
Nach einer kaufmännischen Lehre war Grassl in verschiedenen Berufen tätig. Er war von 1973  bis 1975 Herausgeber von Nouvelle. Kulturzeitschrift des Not- und Widerstandes in den Alpen (zusammen mit Christine Bierbauer). 1975 begann Grassl als Buchhändler zu arbeiten und wurde Redakteur der Literaturzeitschrift Frischfleisch & Löwenmaul, ein Jahr später Mitbegründer der Werkstatt wien. Werkkreis Literatur der Arbeitswelt sowie Redakteur der Zeitschrift Stichwort. Seit 1979 ist er freiberuflicher Schriftsteller.
In den 1980er Jahren gründete er die Kunstgalerie und Kunstzeitschrift Kunst und Laune. 1984 beendete er seine Arbeit als Buchhändler. Von 1987 an war Grassl vier Jahre lang Ressortchef der Kulturredaktion der Tageszeitung Volksstimme.
Im Jahre 1991 begründete er den Autorenverlag „Vido“ mit und war zwei Jahre lang Redakteur der von Vido herausgegebenen Zeitschrift Anfechtungen. Bei vielen weiteren Zeitschriften arbeitete er mit.
1979 bis 1984 war Grassl Sprecher der Werkstatt Wien des Werkkreises Literatur der Arbeitswelt und ist dort im Vorstand. Er ist Herausgeber der Österreichausgabe der Zeitschrift Tarantel – für eine Kultur von unten. 1988 schaltete er sich in eine Antisemitismus-Debatte um Thomas Bernhard ein.
Grassl schreibt auch für die Wiener Straßenzeitung Augustin.

## Werke (Auswahl)
- Zärtlichkeiten oder Die Perversion der Welt. Drei Gedichte. (Vorw. von Hermann Schürrer. Fotos von Heidi Heide), Frischfleisch & Löwenmaul, Wien 1980
- Landesbesichtigung – eine Hetzschrift gegen 140.721 Österreicher. Auftakt, Wien 1980
- Aktion Gnadentod. (Mit Club Handicup.) Frischfleisch & Löwenmaul, Wien 1981
- Aktion Gnadentod. Uraufführung: Dramatisches Zentrum im Rahmen der Wiener Festwochen. Wien 1981 (Bühnenstück)
- Schwein oder nicht Schwein (im Auftrag der österreichischen Friedensbewegung). Dramatisches Zentrum. Wien 1982 (Bühnenstück)
- 1984 – Kalendergeschichten. Eigenverlag, Wien 1984
- Kabarett: Der Pornojäger. Uraufführung: Galerie Lust und Laune. Wien 1987 (Bühnenstück)
- Lieber Pier Paolo Pasolini. Liebesbrief an einen Toten & ein Interview mit Alfred Hrdlicka. Montage. Vido – Verein zur Information d. Öffentlichkeit zu Kunst, Wiss. u. Kulturpolitik, Wien 1991
- Herrische Weiber. 12 Interviews mit Frauen über ihre Sexualität. Vido – Verein zur Information d. Öffentlichkeit zu Kunst, Wiss. u. Kulturpolitik, Wien 1993
- Nachrichten aus dem 31. Stock. Gedichte. Vido – Verein zur Information d. Öffentlichkeit zu Kunst, Wiss. u. Kulturpolitik, Wien 1995
- Als der Dibbuk kam: Sagen und Geschichten zur Geschichte der Juden in Wien. Edition Tarantel, Werkkreis Literatur der Arbeitswelt – Werkstatt Wien, Wien 2012
- Liliths Verführung. Edition Tarantel, Werkkreis Literatur der Arbeitswelt – Werkstatt Wien, Wien 2014
- Rebekkas Kraft. Edition Tarantel, Werkkreis Literatur der Arbeitswelt – Werkstatt Wien, Wien 2016

## Als Herausgeber (Auswahl)
- Karl Stojka: Nach der Kindheit im KZ kamen die Bilder.  Vido – Verein zur Information d. Öffentlichkeit zu Kunst, Wiss. u. Kulturpolitik, Wien 1992
- Zum Schwarzen Mohren – Spittelberger Lieder. (2 Bände). Vido – Verein zur Information d. Öffentlichkeit zu Kunst, Wiss. u. Kulturpolitik, Wien 1994

## Auszeichnungen
- 1977 Zweiter Preis des "Literatur zur Arbeitswelt"-Wettbewerbs der Kammer für Arbeiter und Angestellte für Oberösterreich
- 1978 Theodor-Körner-Preis für Literatur
- 1979 Halbjahresstipendium des Bundesministeriums für Unterricht und Kunst für dramatische Dichtung
- 1980 Nachwuchsstipendium für Literatur des Bundesministeriums für Unterricht und Kunst
- 1981 Förderungspreis für Literatur des Theodor-Körner-Stiftungsfonds zur Förderung von Wissenschaft und Kunst
- 1981 Dramatikerstipendium des Bundesministeriums für Unterricht und Kunst
- 1982 Halbjahresstipendium des Bundesministeriums für Unterricht und Kunst für dramatische Dichtung
- 1986 Staatstipendium des Bundesministeriums für Unterricht und Kunst